# 復興
復興（ふっこう）とは、一度衰えたものが再び勢いを取り戻す事を指す。

## 概要
復興は、何らかの問題により勢いを失った団体や勢力、ないし市町村など地域・集合体の機能を回復させ、以前の状態に戻すことであり、またはこれらの集合体（＝社会）が用いる手法のことである。
一般に復興が求められるのは、地震・水害や大規模な火災などの深刻な災害や、戦争（紛争など）による損害を被った社会である。
人間は社会に依存し、また社会に参加することで生活しているため、復興は社会システムの回復から個人の生活へとトップダウンの形で行われるが、その過程では生活に窮するほどの状況下にある個人に対する支援など、ボトムアップによっても行われる。この双方を必要に応じて使い分け、社会機能全体の回復を目指すのが復興である。
例えば、災害などでは炊き出しといった市民活動も行われる。これは相互扶助という形のボトムアップ型支援による復興である。その一方で、仮設住宅とこれらへの電力や水道・ガス供給など生活インフラの整備は、家族という単位の社会回復を目指したトップダウン型の復興で、更に上位には通信や交通、また行政といった社会基盤の回復も、トップダウン型復興の初期段階で行われる活動である。
災害ではなく、経済的な衰退により復興が求められることもある。例えば地域社会の過疎化・高齢化といった問題では、地域経済も地域コミュニティも衰退し、更にそれが原因で衰退が加速することがある。地域おこしといった活動は、こういった衰退傾向にある地域に対してイベントや箱物の設置、または産業基盤を整備するなどの活動でてこ入れすることである。
また、文化といったものも復興が求められることがある。例えば過去に後継者が絶えて自然消滅してしまった文化形態などは、後継者がいないことから過去の文献や資料といった断片的な情報しか存在せず、文化財としての価値を持たない。単に実体の無い情報しかないためである。この文化を復興するためには、有形の文化遺産を復元したり、無形文化財である技術を実際に使用していく後継者を育てるところから行われる。完全に消滅してしまった文化形態を復興させるとなると相当なコストが掛かるが、少数ながらも後継者が現存している場合は、それら後継者から情報を収集して、更に後継者を育成することも行われる。

## 復興の形態
復興には様々な形態・様式が見られる。

### 災害
災害では、社会も人も多くの財産を失う。これらを取り戻したり、新たに手に入れたりするのが復興である。こういった災害では人命でも簡単に失われてしまうこともあるが、失われた命は戻らない。しかしそういった者たちの遺族の心痛をケアすることは可能であることから、復興では被災者の心理的ケアも行われる。
被災地域には周辺地域から救援物資などが輸送され、被災者の物的支援が行われることもある。この場合は輸送がボトルネックとなることもあり、かさばる荷物や小口輸送では配送が煩雑化、救援物資が末端に届く前に復興してしまうなどの混乱も発生する。こういった未送救援物資は食品などでは賞味期限切れなどの問題もあり、また古着ではかえって迷惑となるケースもある。これら救援物資となり損ねたものは保管するだけでも倉庫を占有、処分するにも処分費用が掛かり、被災地域を直撃する「第二の災害」とも呼ばれるケースもあり、大口で末端に分配し易い企業からの救援物資以外は断るケースも出てきている。被災地域への一般からの援助は物資よりも金銭のほうが確実である。行政の援助も物資から金銭へシフトしている。例えば、被災者生活再建支援法に基づく支援金給付は私有財産への行政の金銭的援助という意味で画期的な制度といえる。
なお被災地域の復興では、そこに生活する人の暮らしが以前のようにするまでが含まれる。この中には産業の回復も必要になるが、観光などでは災害の再来などといった懸念もあり、その一方でそれら不安を煽る風評被害により観光客の客足が遠退くといった問題も見出せる。他の産業分野でも、商業的な取引相手としての不安要素に被災地域であることの影響が出る場合も在るが、逆に同情的な商取引が活性化するケースもまま存在する。
その一方で、事前復興という考えでは、都市計画や実際に都市を造成（まちづくり）する段階で、この復興のための仕組みを予め都市構造に組み込んでおく。災害被害を最小限に抑えるよう勤める減災（防災まちづくり）の考えの拡張的な分野で、予め想定される災害によって発生するであろう被害にどのようなケアが必要かを考え、これを実施するに当たりどのような用意をすべきかを考慮し、実際にそれらの備えを行う。

### 戦争
戦争では、多大な経済的・人的資産が失われ、また戦争により荒廃した地域の復興では不発弾や社会に残留する兵器、あるいは紛争などでは少年兵といった社会的問題も山積する。こういった問題を一つ一つ解決する。
また政治形態も戦争時下と平時とでは非常に大きな差があり、この政治形態を平常化するのも戦後復興の一つの課題で、また他国との関係も外交を通じて修復する必要がある。この中では未来に遺恨を残さないための取り引きも行われ、また捕虜の交換といった活動も進められる。
第二次世界大戦後の戦後復興期には、西ヨーロッパにおいて アメリカ合衆国による欧州復興計画 (マーシャル・プラン)が推進された。日本では、戦災復興都市計画によって復興事業が行われた。

### 経済
経済の復興では、産業の復調から物流や商取引の活性化、また雇用回復や投資も十分に行われることが求められる。不景気からの脱却が求められる訳だが、その一方で過剰な投資を煽ってバブル経済など不安定な状態に陥ると、更に経済面での不健全性を生みかねないことから、その景気循環を健全に保つ匙加減が求められる。
特需景気などでは一時的な浮揚効果が見込まれるが、特需景気は一時的なものでもあるため、その浮揚した好景気の間に「次の経済戦略」に向けた活動も求められる。

### 文化
俗に復権や再興などとも呼ばれる。過去に時代遅れとして見捨てられ、後年になって文化としての価値が見出された手工芸や、伝統舞踊などハイカルチャーに属するが余りに大衆からかけ離れてしまい一般に見向きされなくなって衰退した分野など、失われたり失われつつある文化は数知れない。
また少数民族の民族文化など、他勢力に吸収され衰退した分野なども民族的アイデンティティやナショナリズムの勃興にもより見直され、復権が執り行われる場合もある。
過去に失われた技術も、後年の評価によって復興が目指されることもある。

## 参考書籍
- 鈴村興太郎・須賀晃一・河野勝・金慧 『復興政策をめぐる《正》と《善》 ― 震災復興の政治経済学を求めて１』（早稲田大学ブックレット＜「震災後」に考える＞）早稲田大学出版部、2012年　ISBN 9784657113078